# Ponte della Baia di Qingdao

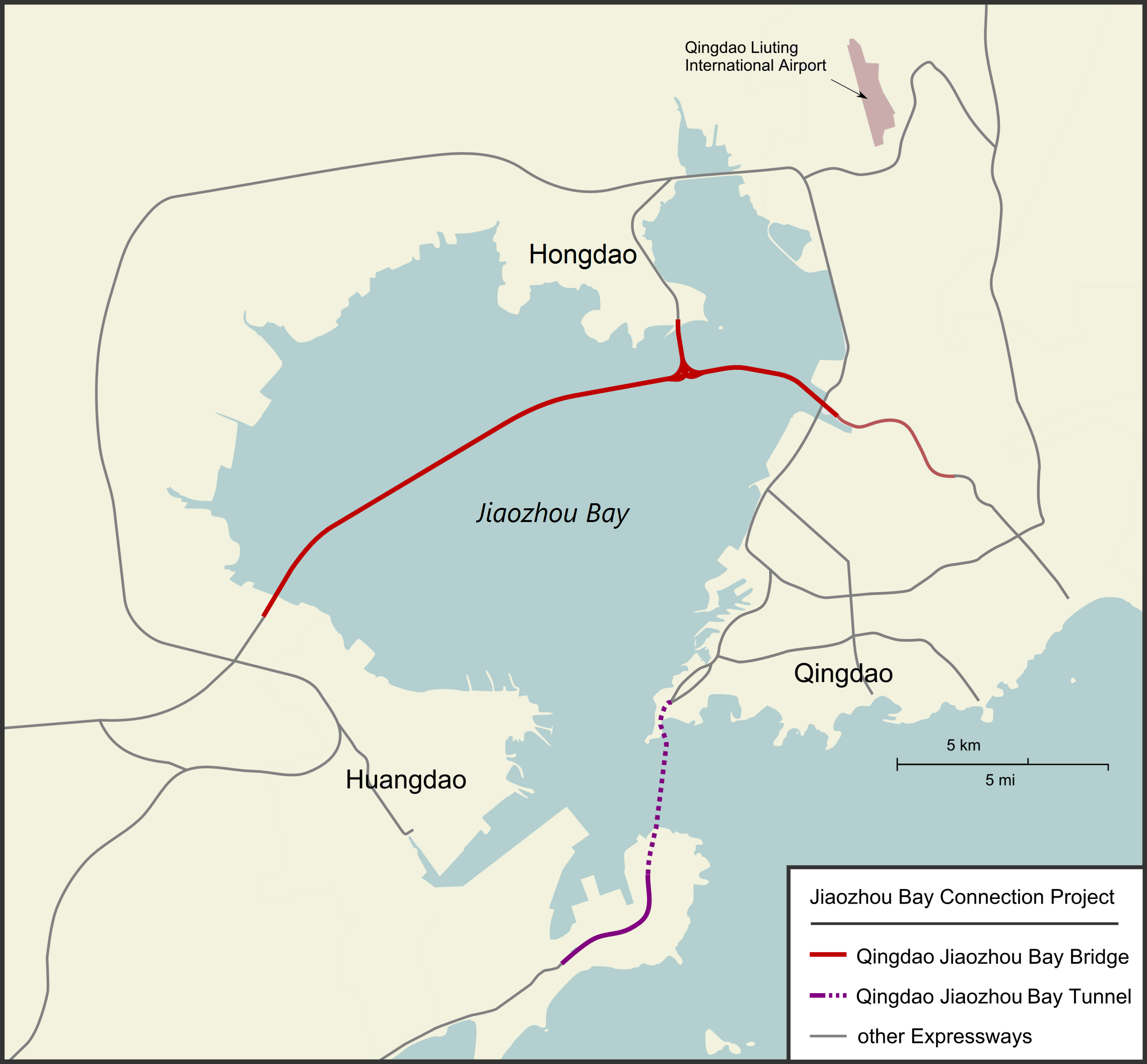
Il ponte della Baia di Qingdao

Il ponte della Baia di Qingdao (膠州灣大橋T, 胶州湾大桥S, Jiāozhōuwān DàqiáoP; in inglese Qingdao Haiwan Bridge o Jiaozhou Bay Bridge) è il ponte più lungo del mondo. Si trova in Cina, misura 41,58 km ed è stato costruito in soli quattro anni. Unisce la città di Qingdao con l'isola Huangdao.